# Geiger Richárd
Geiger Richárd (Bécs, 1870. június 29. – Budapest, 1945. február 9.) zsidó származású magyar festő és grafikus.

## Élete
Magyar zsidó családban született. Szülei Geiger Antal és Wahringer Jozefin voltak. 1893-ban Budapestre költözött és attól kezdve itt élt. Bécsben, majd Párizsban tanult. Különösen mint grafikus vált ismertté. Illusztrálta Andersen meséit (1922), Münchhausen kalandjait (1922), Vörösmarty összes költői műveit (1907). Ő tervezte az Izraelita Siketnémák Országos Intézetének jelvényét (1917). A Műcsarnoknak 1913 óta állandó kiállítója volt. Arcképeket, aktokat és zsáneralakokat festett. Az I. világháború alatt a Tolnai Világlapja rajzolójaként működött. Grafikai pályázatokon több díjat nyert műveivel. Számos illusztrációt készített az Endrei Zalán-féle Világtörténelemhez.
Felesége Madlovich Malvina (1871–1954) volt. Sírja a Kozma utcai izraelita temetőben található.

## Válogatás alkotásaiból

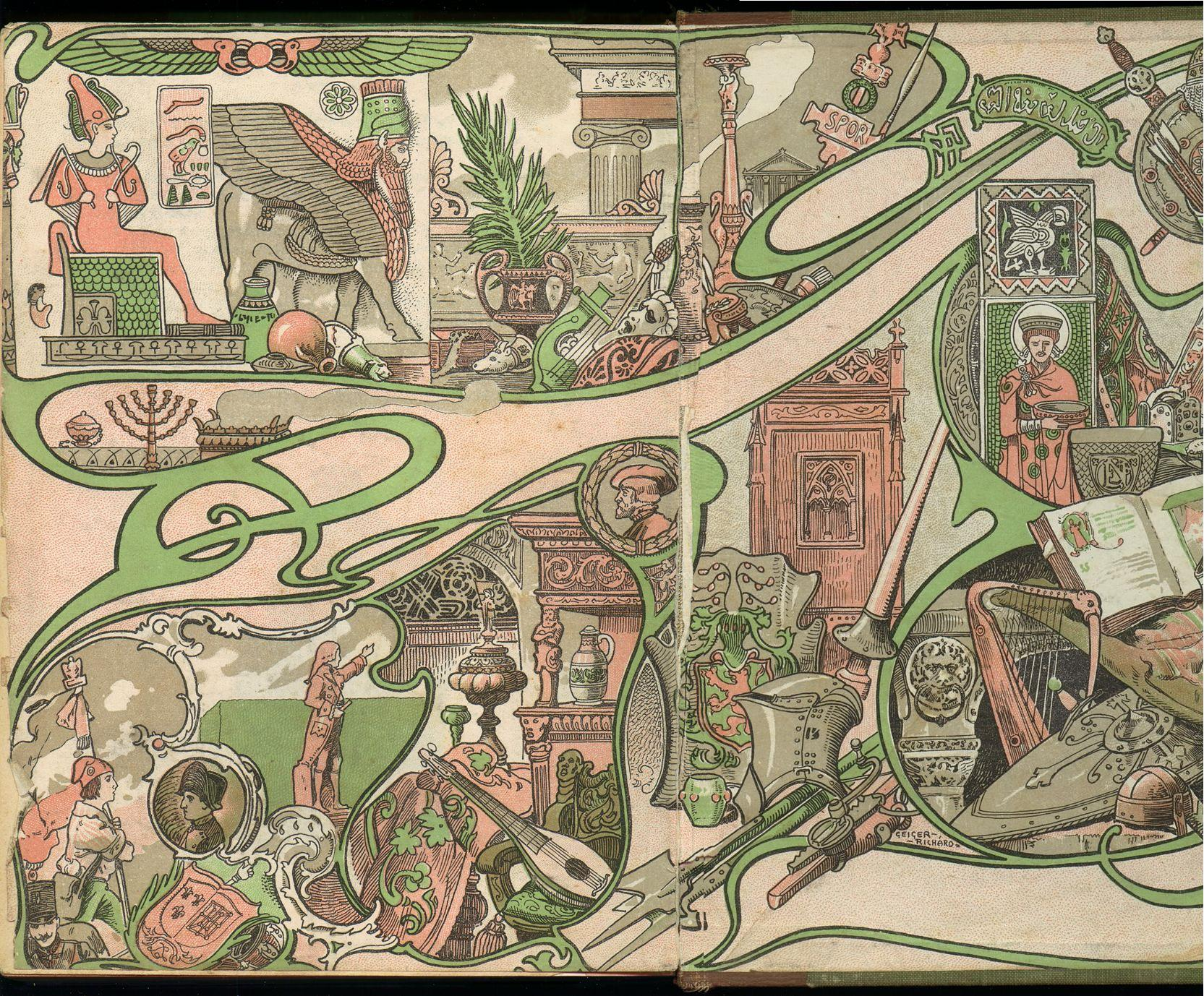
Művelődéstörténeti kép az előzéklapon (Endrei Zalán-féle Világtörténelem)
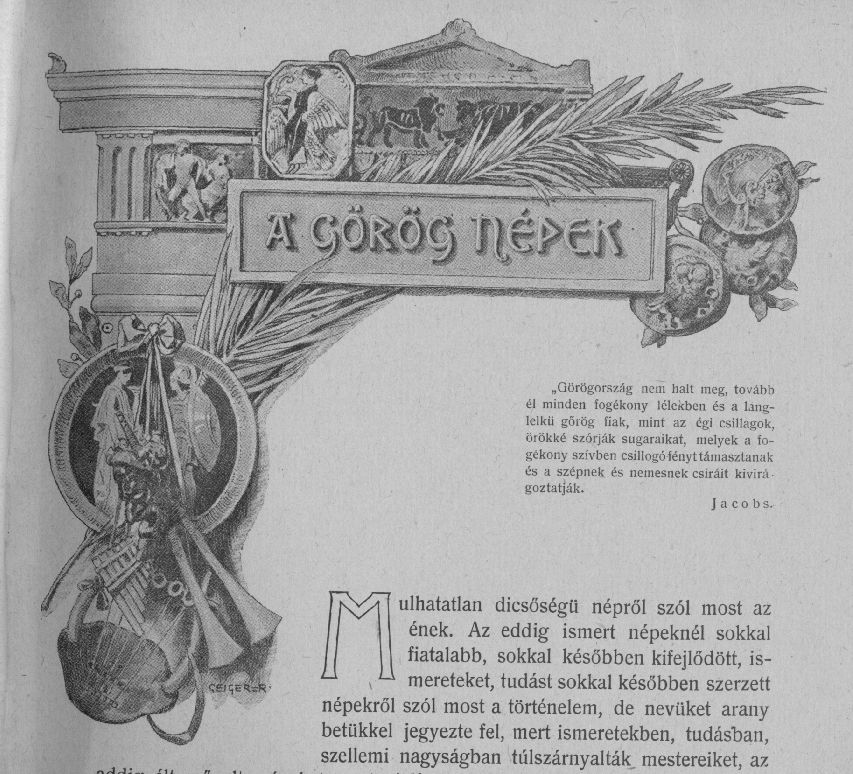
Fejezetdísz (Endrei Zalán-féle Világtörténelem)
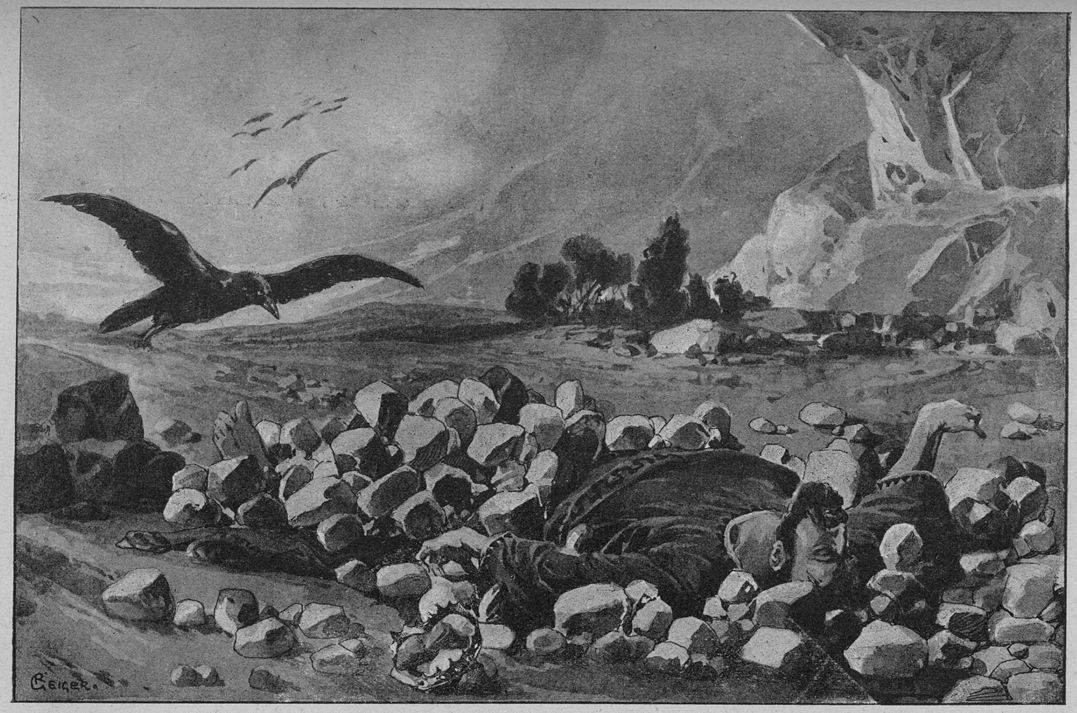
A megkövezett Arisztokrátesz (Endrei Zalán-féle Világtörténelem)
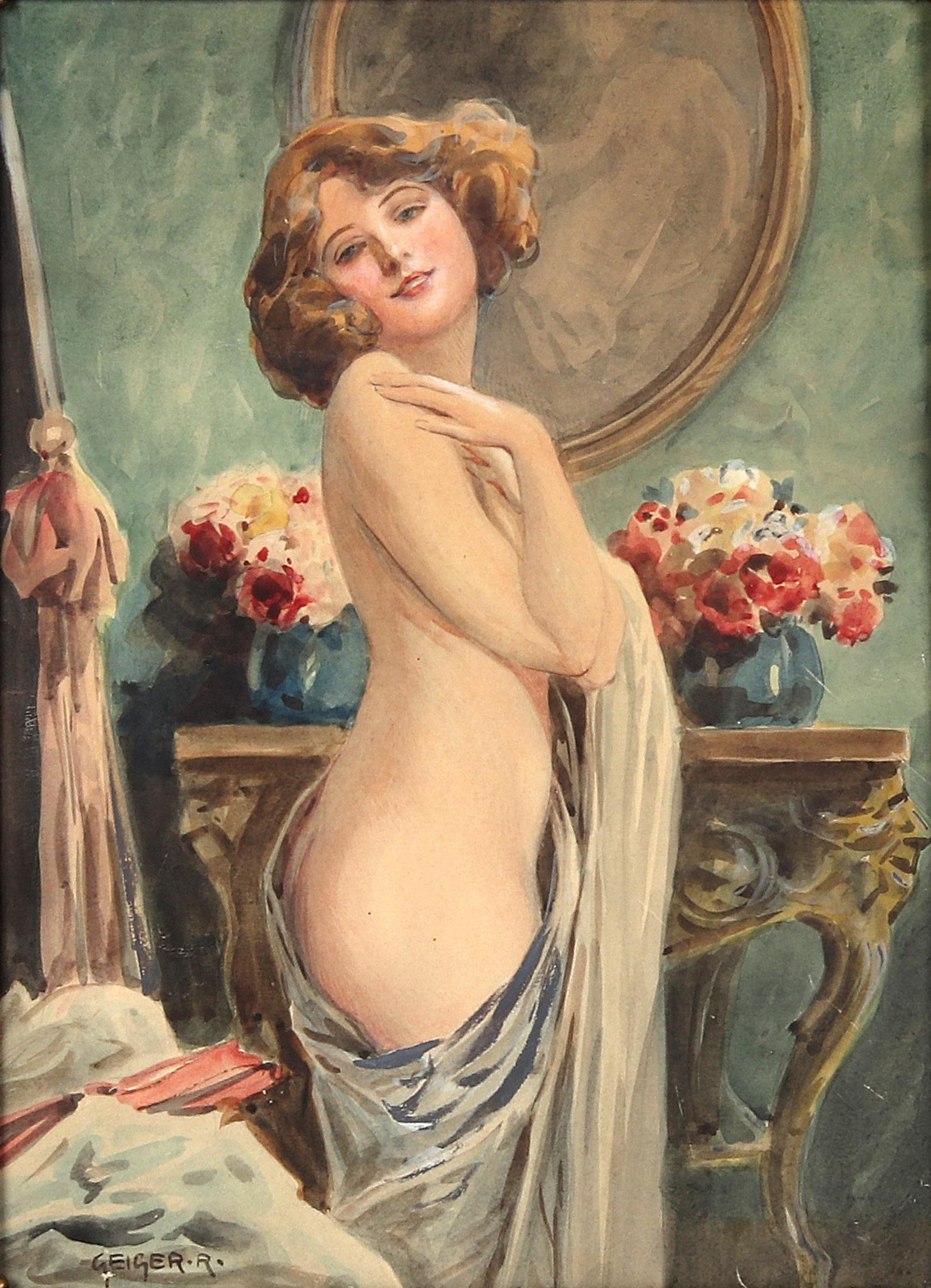
Fiatal leány
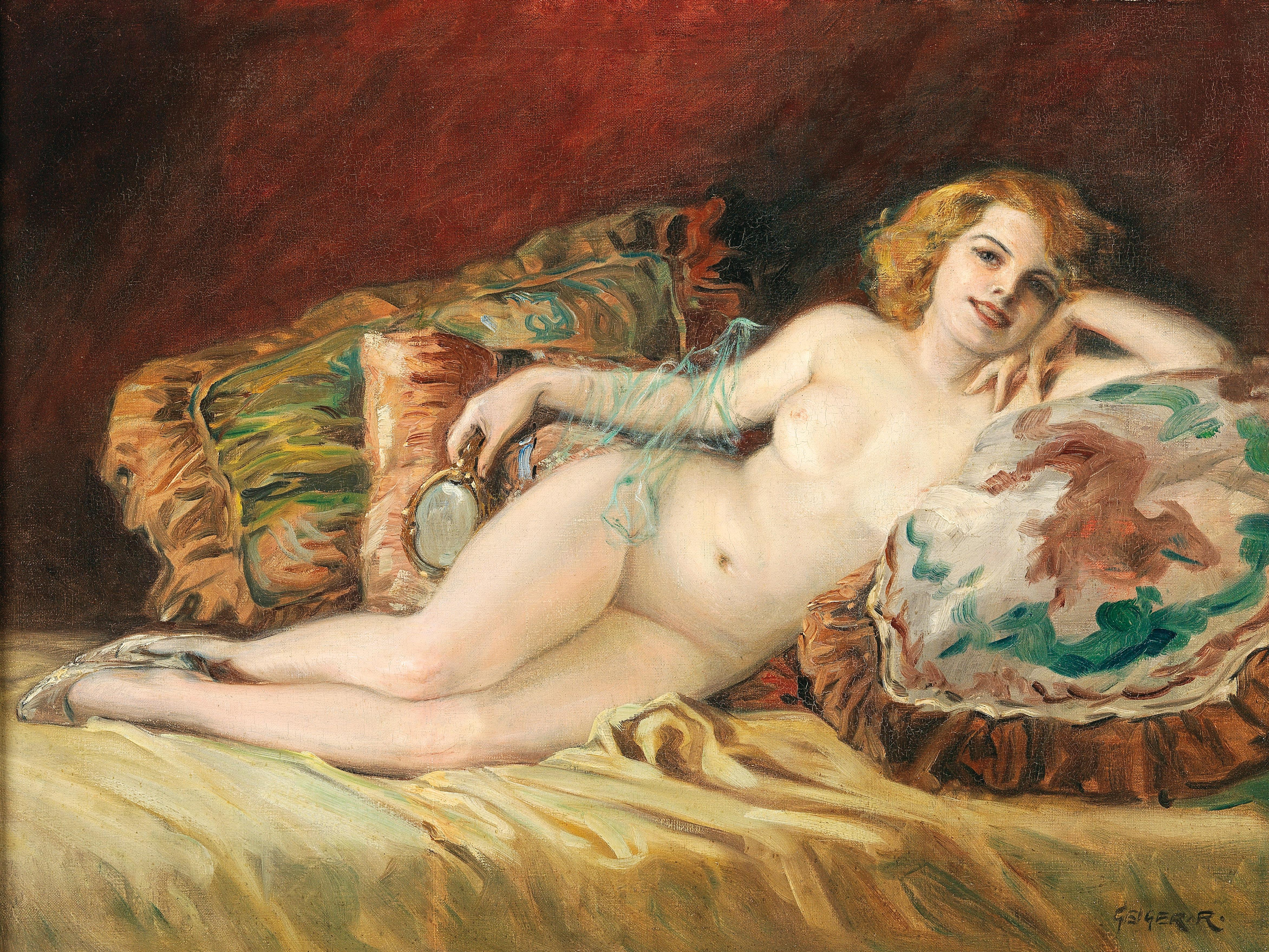
Fekvő női akt
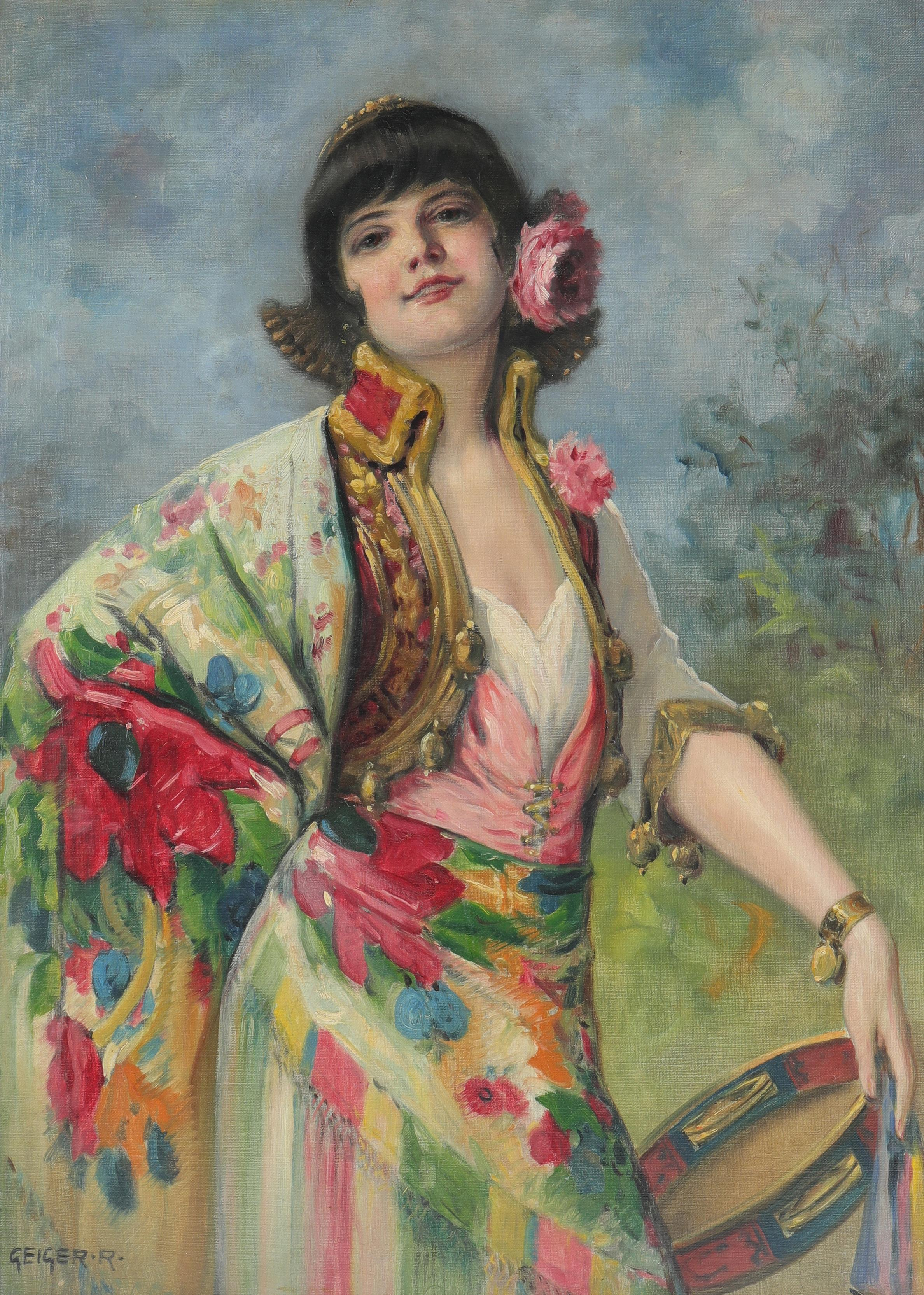
Spanyol nő
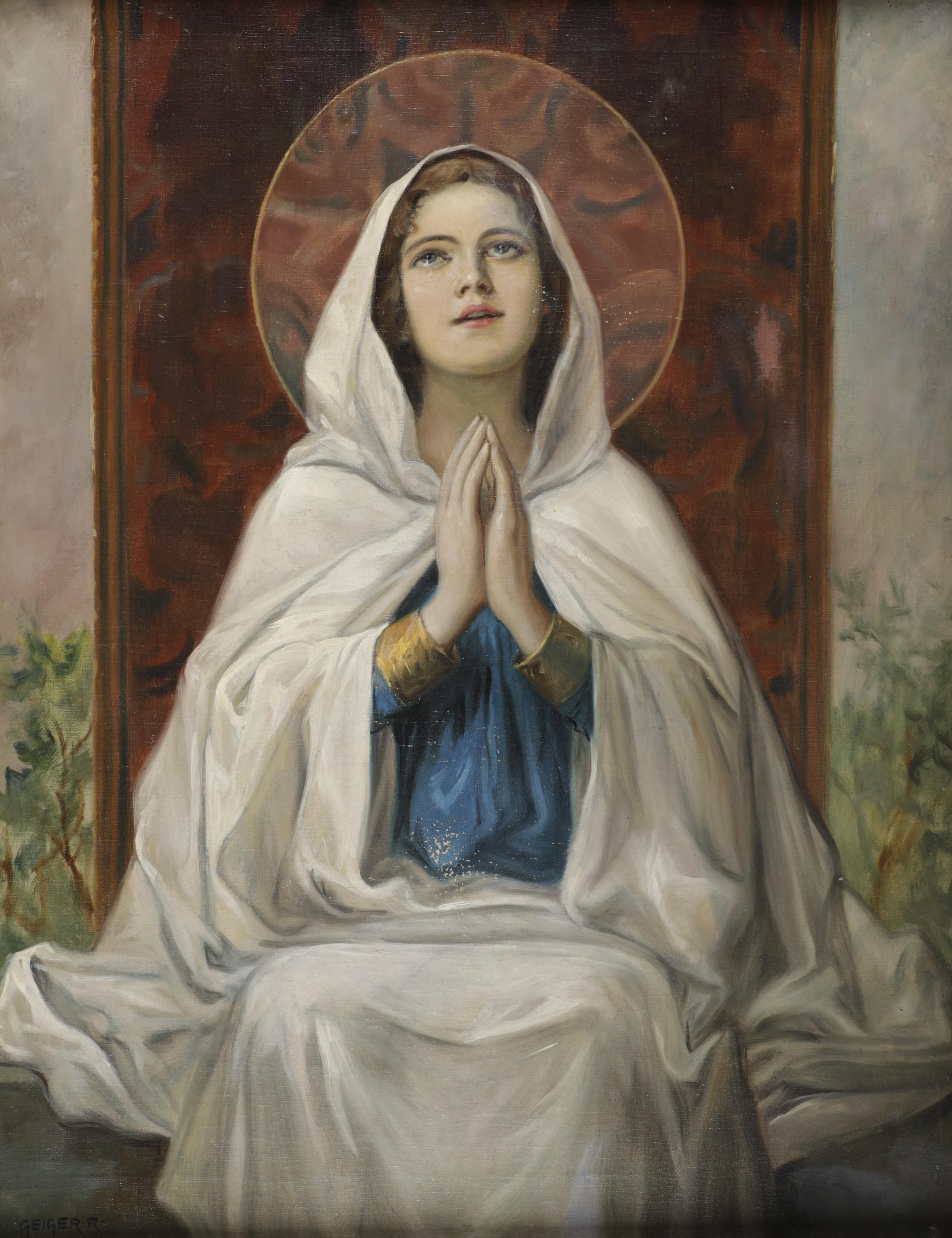
Madonna
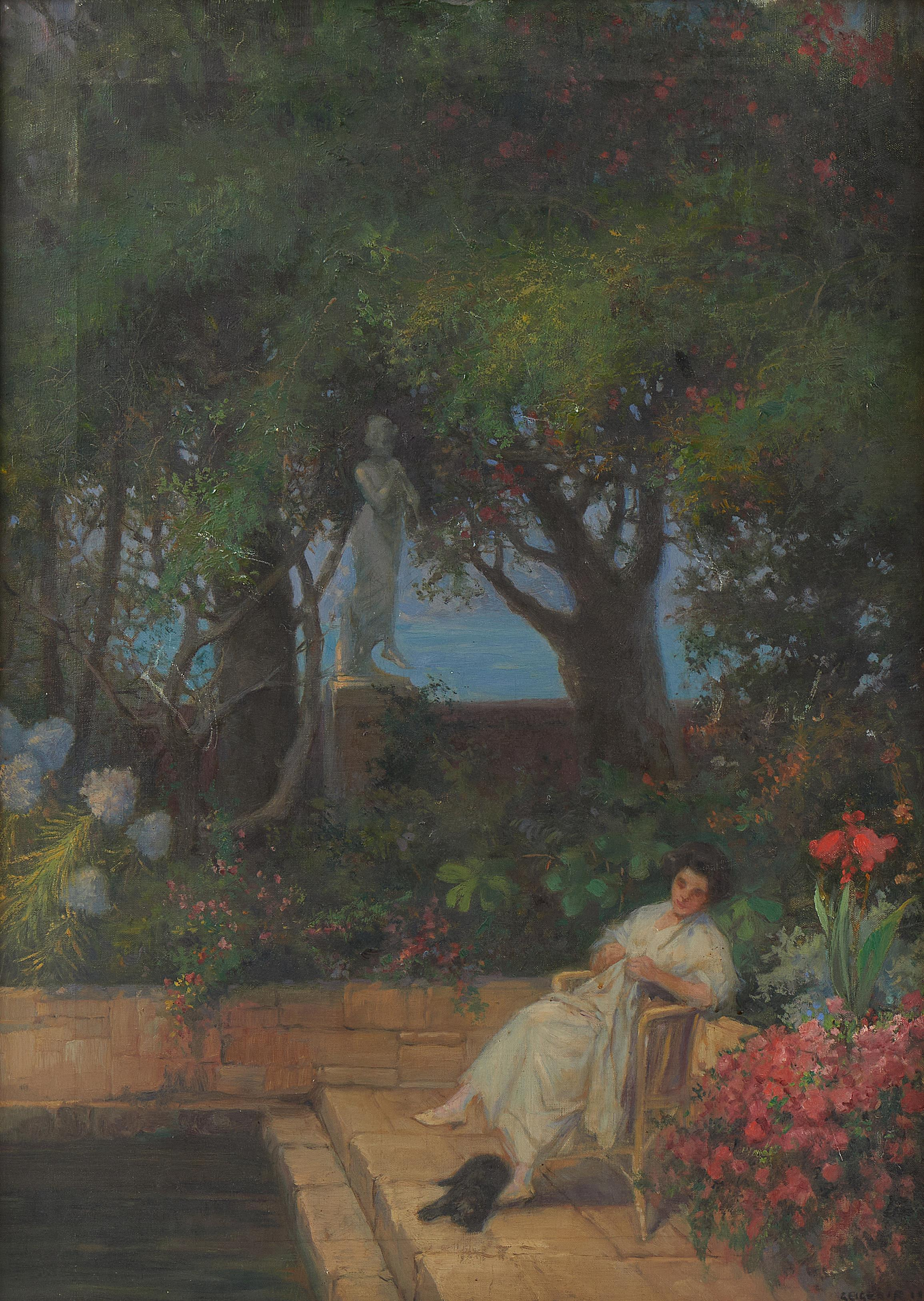
Nyári idill
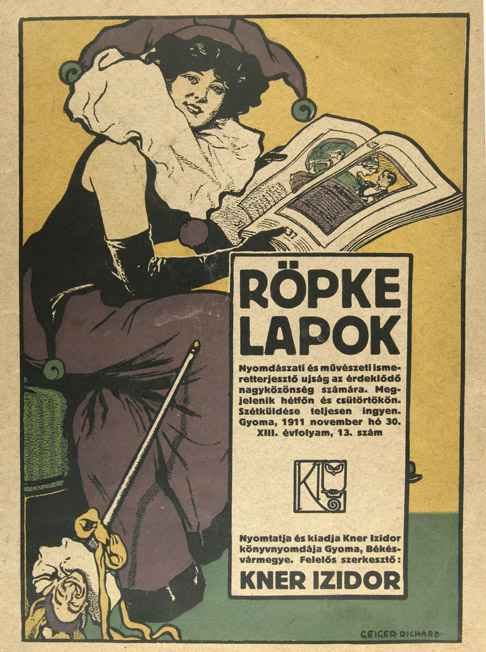
Röpke lapok, címlap